# Pipe (Roussel)
Pour les articles homonymes, voir Pipe (homonymie).
Pipe est une pièce pour pipeau et piano d'Albert Roussel composée en 1934.

## Présentation
Pipe est une courte mélodie pour pipeau (flûte à bec) et piano composée par Roussel en 1934.
La partition est dédiée à l'éditrice et mécène Louise Hanson-Dyer, patronne des Éditions de l'Oiseau-Lyre, et figure au sein d'un recueil intitulé Pipeaux en compagnie d'autres compositions pour l'instrument :
- Exercice musical de Darius Milhaud
- Pastoral de Jacques Ibert
- Scherzo de Georges Auric
- Villanelle de Francis Poulenc
- Pas redoublé de Pierre-Octave Ferroud
- Mélodie d'Henri Martelli.

De nos jours, l’œuvre est également interprétée à la flûte ou au piccolo.
Dans le catalogue des œuvres du compositeur établi par la musicologue Nicole Labelle, la pièce porte le numéro L 65.
La durée moyenne d'exécution de Pipe est d'une minute trente environ.

## Discographie
- Albert Roussel Complete Chamber Music (3 CD), par Paul Verhey (piccolo), CD 3, Brilliant Classics 8413, 2006.